# Jiří Dolana
Jiří Dolana (* 16. März 1937 in Hradec Králové; † 14. Juli 2003 ebenda) war ein tschechoslowakischer Eishockeyspieler und -trainer, der mit der Tschechoslowakei die Bronzemedaille bei den Olympischen Winterspielen 1964 sowie je eine Silber- und Bronzemedaille bei Weltmeisterschaften gewann. Sein Sohn Libor sowie seine Enkel Tomáš und Roman Dolana sind ebenfalls Eishockeyspieler.

## Karriere
Beginn in seiner Heimatstadt bei Spartak Hradec Králové, mit dem Eishockeysport. Nachdem er von 1956 bis 1958 beim HC Dukla Jihlava gespielt hatte, wechselte er zum Dynamo Pardubice. Dort blieb er ein Jahrzehnt. Dabei wurde er 1963 Topscorer der 1. Liga. Nach dem Prager Frühling wechselte er 1968 nach Italien, wo er – abgesehen von einem kurzen Abstecher zum EV Innsbruck – vier Jahre beim HC Bozen spielte. 1972 kehrte er in seine Heimat zurück und ließ seine Karriere bei Spartak Hradec Králové ausklingen. Im Anschluss an seine aktive Karriere war er von 1973 bis 1976 Cheftrainer seines inzwischen drittklassigen Heimatklubs.

### International
Mit der tschechoslowakischen Eishockeynationalmannschaft nahm er an den Weltmeisterschaften 1961, als die Silbermedaille gleichbedeutend mit dem Europameistertitel war, und 1963, als er als Torschützenkönig maßgeblich zum Gewinn der Bronzemedaille beitrug. Zudem gewann er bei den Olympischen Winterspielen 1964 die Bronzemedaille.

## Erfolge und Auszeichnungen
- 1963 Topscorer der 1. Liga
- 1961 Gewinn der Silbermedaille und Europameister bei der Weltmeisterschaft
- 1963 Gewinn der Bronzemedaille bei der Weltmeisterschaft
- 1963 Torschützenkönig bei der Weltmeisterschaft
- 1964 Gewinn der Bronzemedaille bei den Olympischen Winterspielen (gilt gleichzeitig als Weltmeisterschaft)